# Cascade du Ballon
La cascade du Ballon, aussi appelée cascade du Seebach ou du Belchenseebach, est une chute d'eau du massif des Vosges proche du lac du Ballon située sur la commune de Lautenbachzell.